# Rayne (postać fikcyjna)
Rayne – fikcyjna półwampirzyca (dhampir), główna bohaterka gier BloodRayne i BloodRayne 2, a także serii filmowych adaptacji, rozpoczętej filmem BloodRayne.

## Odbiór
Rayne jest często wymieniana w serwisach branżowych na listach najbardziej znanych postaci kobiecych z gier wideo. W 2005 roku została uznana za jedną z „50 najważniejszych postaci kobiecych w historii gier wideo” przez Roba Wrighta z serwisu Tom’s Games. Redakcja amerykańskiego serwisu GameDaily ulokowała Rayne na 12. miejscu listy najseksowniejszych bohaterek gier wideo. Postać zajęła także 8. miejsce na podobnej liście stworzonej przez redakcję wietnamskiej gazety Thanh Niên. Michael Rougeau z portalu Complex umieścił ją w 2013 roku na podobnej liście „50 najważniejszych bohaterek w historii gier wideo”.
Rayne to pierwsza postać z gry wideo, która pojawiła się w Playboyu, w amerykańskim wydaniu z października 2004 roku, jako część artykułu zatytułowanego „Gaming Grows Up”.